# Neuville-sur-Ain
Neuville-sur-Ain település Franciaországban, Ain megyében. Lakosainak száma 1798 fő (2022. január 1.). Neuville-sur-Ain Druillat, Jujurieux, Bohas-Meyriat-Rignat, Poncin, Pont-d’Ain és Saint-Martin-du-Mont községekkel határos.

## Népesség
A település népességének változása:
| Lakosok száma | 932  | 945  | 1151 | 1449 | 1610 | 1693 | 1756 | 1800 | 1799 | 1798 |
|               | 1968 | 1982 | 1990 | 2006 | 2013 | 2015 | 2017 | 2019 | 2020 | 2022 |